# Hans Kretschmar (Wirtschaftswissenschaftler)
Hans Kretschmar (* 20. Juli 1902 in Dresden; † 18. April 1945) war ein deutscher Wirtschaftswissenschaftler und Hochschullehrer.

## Leben und Wirken
Nach dem Schulbesuch des Königlichen Gymnasiums zu Dresden-Neustadt studierte er Wirtschaftswissenschaften an den Universitäten in Greifswald, Breslau, Leipzig und Kiel. Er promovierte zum Dr. ec. pol. und wurde 1932 Privatdozent an der Universität Greifswald. Dort erhielt er 1935 den Lehrauftrag für Wirtschaftswissenschaften. Bereits 1936 wurde er als dem damaligen Zeitgeist angepasster Privatdozent an die Universität Göttingen geholt, wo er 1938 den Lehrstuhl für Wirtschaftliche Staatswissenschaften übernahm und bis zu seinem Tod 1945 besaß.
Er war seit 1933 SA-Mitglied und trat 1934 dem Nationalsozialistischen Rechtswahrerbund (NSRB) bei. Am 4. Juni 1937 beantragte er die Aufnahme in die NSDAP und wurde rückwirkend zum 1. Mai desselben Jahres aufgenommen (Mitgliedsnummer 4.888.008).

## Werke (Auswahl)
- Die Einheit der Volkswirtschaft in den älteren deutschen Wirtschaftslehren. G. Fischer, Jena 1930.
- Deutsche Agrarprogramme der Nachkriegszeit. 1933.
- Ökonomische Theorie, Nationalwirtschaft und „Interventionismus“. 1933.
- Hochschule und Raum. In: Volk und Hochschule im Umbruch. 1937.
- Die Zukunft der Heimarbeit. 1939.